# レズギ人
レズギ人 (レズギじん、ロシア語: лезгины、アゼルバイジャン語: Ləzgilər、レズギ語:лезгияр) とは、主にダゲスタン共和国南部およびアゼルバイジャン共和国北東部の先住民でレズギ語を話す、北東コーカサス地方の民族である。
日本国内の書籍ではレズギン人やレズギン族といった翻訳表記も見られる。

## 民族名

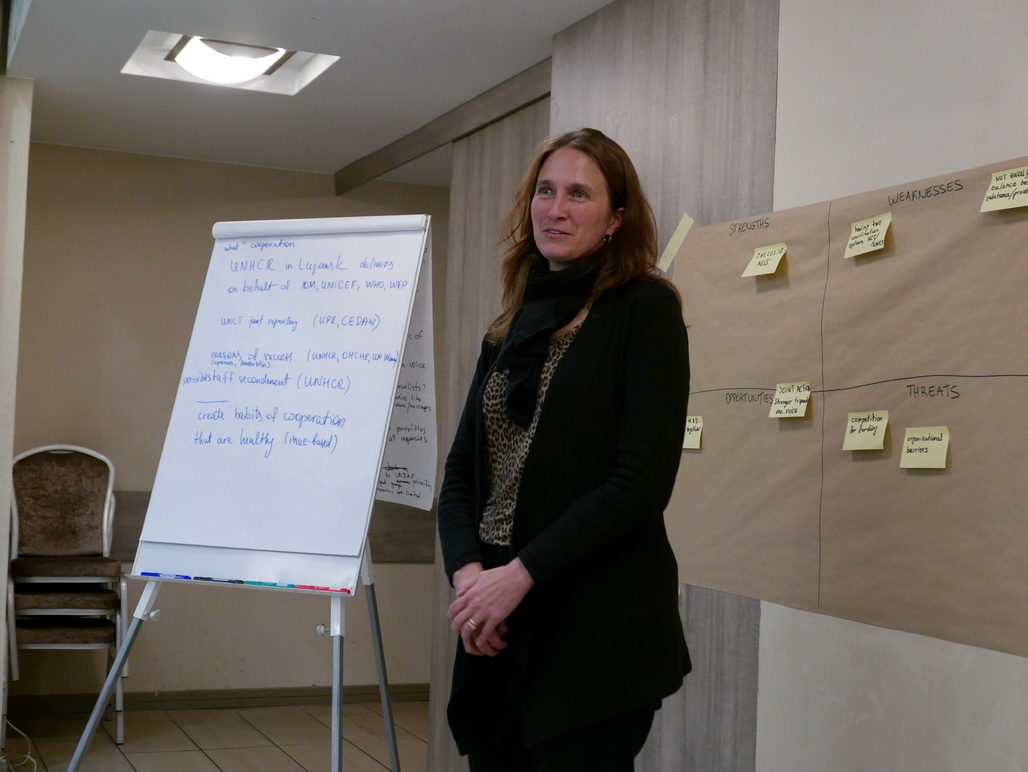
レズギ人

レズギ人という民族名の由来に関しては、さらなる研究が求められている。とはいえ、大半の研究者はレズギ(Lezgi)の起源が古代のLegiおよび中世初期のLakziからであろうと考察している。
現代のレズギ人は、インド・ヨーロッパ語族の導入以前よりこの地域で話されてきた北東コーカサス語を話す。彼らは文化的にも言語的にも、ダゲスタン南部のアグール人や、少し遠いところではツァフル人、ルトゥル人、タバサラン人（レズギ人の北方隣人）と密接に関係している。もっと遠方ではあるが、アゼルバイジャン北部の少数民族であるジェク人、クリツ人、ラク人、シャダフ人、ブドゥフ人、キナルグ人とも関連がある。これらのグループがレズギ人と共に、レズギ語話者である先住民のサムール支族を形成する。
レズギ人は、青銅器時代にダゲスタン南部地域へ居住した人々からの子孫の一部だと信じられている。しかし、ヨーロッパとアジア全体人口への遺伝的つながりを示すパキスタンのブルショー人との著しい類似性など、過去4000年の間に中央アジアの人種とかなりの混合が起きたことを示すDNA上の証拠がいくつかある。
ロシア革命以前は、レズギ人は民族集団としての共通の自称を持っていなかった。彼らは村、地域、宗教、一族、または自由社会によって自分自身を呼びならわしていた。革命前は、レズギ人はロシア人から「Kyurintsy」「Akhtintsy」「Lezgintsy」と呼ばれていた。「レズギ人(Lezgin)」という民族名自体にもかなりの問題がある。ソビエト時代以前は「Lezgin」という言葉が様々な文脈で使われていた。現在のレズギ人として知られる人々だけを指す場合もあったが、他にはダゲスタン南部（レズギ人、アグール人、ルトゥル人、タバサラン人、ツァフル人）の様々な人々全てを指すこともあり、ダゲスタン南部およびアゼルバイジャン北部（クリツ人、ジェク人、キナルグ人、ブドゥフ人、シャダフ人）の人々全て、北東コーカサス語の話者全て、または北東コーカサス人（アヴァール人、ダルギン人、ラク人、チェチェン人、イングーシ人）のうち先住民のムスリム全てを指すこともあった。革命以前の作品を読む際には、「レズギ人」という民族名の意味する範囲が様々であることに注意する必要がある。
ロシア革命以前は、「レズギ人」が現在のロシアのダゲスタン共和国に居住する全ての民族に適用される用語であった。19世紀には、コーカサス地方のアヴァール人、ラク人ほか多数を含め、ナフ語派以外の北東コーカサス言語を話す全ての民族グループを指すものとして、この用語がより広い意味で使用された（ただし、北東コーカサス言語を話すヴェナフ人は「Circassians」と呼ばれた）。

## 歴史

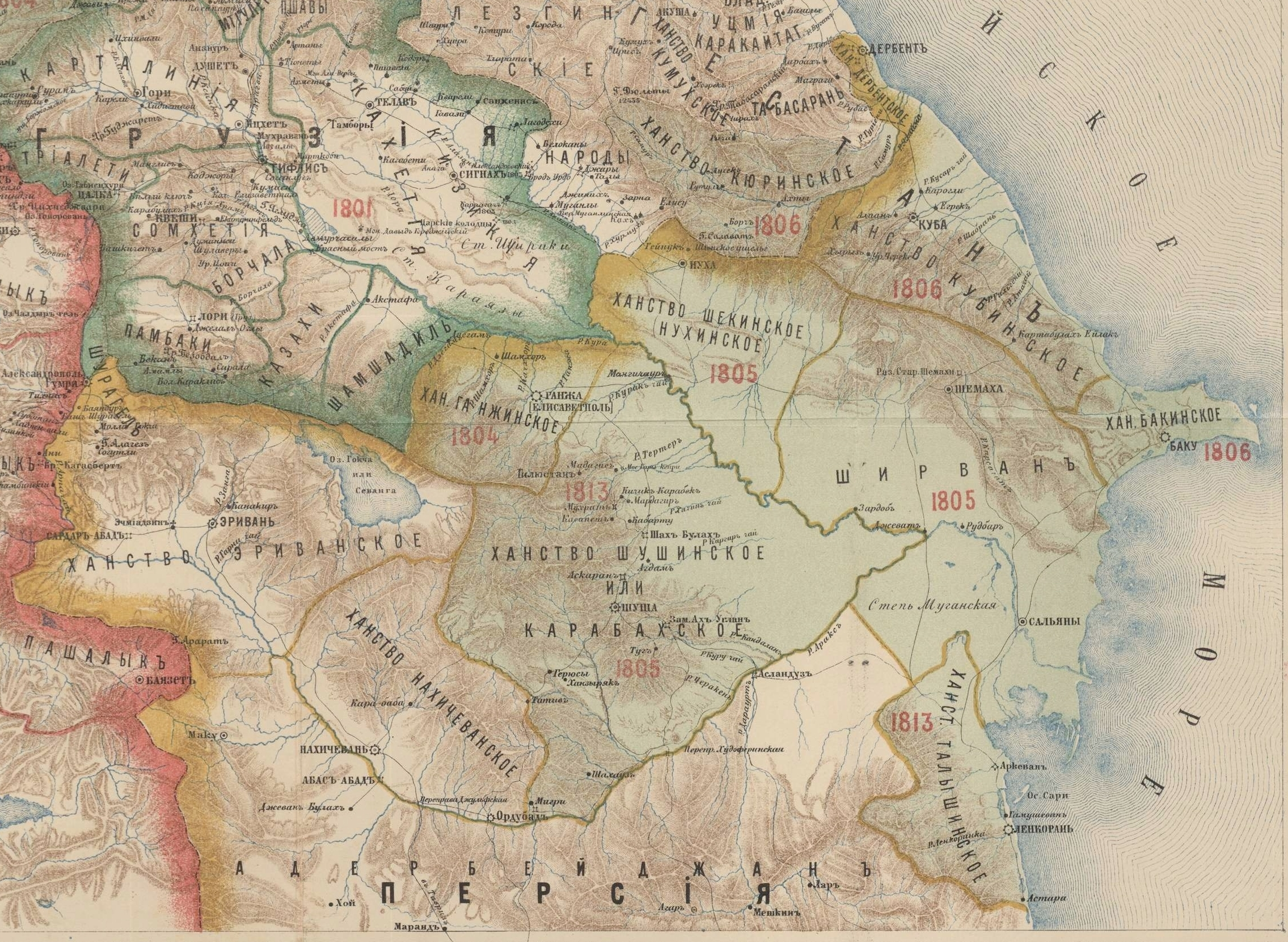
19世紀ロシア・ペルシャ戦争の結果起こったロシア人による占領と崩壊まで、イランが支配するデルベント汗国の行政区には、多くのレズギ人が含まれていた。

紀元前4世紀に、レズギ語を話す多数の部族がコーカサス東部地方のカフカス・アルバニア王国（この国自体は紀元前513年にペルシアのアケメネス朝に組み込まれた）にて形成された26部族に統合した。当初はペルシアだけでなくパルティア統治の影響下で、カフカス・アルバニア王国はシルバン(Shirvan)やラクジ(Lakzi)など幾つかの地域に分割された。
レズギ語を話す部族は、侵入してきたアレキサンダー大王に対抗するペルシャの旗下でガウガメラの戦いに参加した。
パルティア統治の下、イランの政治的文化的影響はカフカス・アルバニア国家全域に広がっていき、そこにはレズギ語を話す部族が居住する場所も含まれていた。パルティア人と組んだ戦争のためこの地域のローマ宗主権は散発的だったのだが、この国はイベリア（東ジョージア）やアルバニア（コーカサス）と共に、アルサケス朝の支部が統治する汎アルサケス家連盟の一部となっていた。文化的には、アルタクシアス治世下でのヘレニズム優位を経て再び「イラン主義」優勢が続き、その兆候としてギリシャ語ではなく以前のパルティア語がこの地域の教育言語となった。この時代の侵攻は、レズギ部族が住んでいた場所を含む地域を134年から136年にかけて攻撃したアラン人によってなされた。しかしヴォロガセス3世は彼らに引き揚げるよう、恐らくは金銭を払って説得した。
252-253年に、レズギ語部族の統治はパルティア人からサーサーン朝ペルシャ人に変わった。カフカス・アルバニア王国は現在のサーサーン朝の付庸国（自身の君主制が保たれた従属国）となった。アルバニアの王は実質的な権力を持たず、大部分の市民的、宗教的、軍事的な権威は、同領土におけるサーサーン朝のマルズバーン（軍事総督）にあった。
西暦300年頃の数年間、ローマ帝国は一部のレズギン地方最南端の支配権を獲得したが、その後サーサーン朝ペルシャが支配権を取り戻すと、それ以降はイスラーム教徒のペルシア征服が起こるまで何世紀にもわたってこの地域を支配した。
レズギ人は恐らく8世紀に初めてイスラーム圏に紹介されたが、15世紀までレズギン人はアニミズム信仰のままだった。その頃にムスリムの影響が強くなり、南からペルシアの貿易業者がやって来て、北からは金帳汗国が圧力を強めていた。16世紀初頭、ペルシアのサファヴィー朝は何世紀にもわたりダゲスタンの大部分を強固に統治していた。1578-1590年の第二次オスマン・サファヴィー戦争の結果として、オスマン帝国がその地域の支配を短期間（アッバース1世王の下でサファヴィー朝に取り戻されるまでの間）奪い取った。
サファヴィー朝ペルシア時代の著名なレズギ人にはファス＝アリ・ハン・ダヘスターニ(en)がおり、彼は1716年から1720年まで王（シャー）スルターン・フサインの治世にサファヴィー朝の大宰相を務めた人物である。18世紀初頭までに、サファヴィー朝は大きく衰退した状態だった。1721年、レズギ人はシルヴァンの州都シャマキ(Shamakhi)を略奪した。18世紀のサファヴィー朝崩壊後の期間は、Lak Kazi Kumukh汗国がレズギ人の一部を統治していた。
18世紀前半に、ペルシアはナーディル・シャーの下でコーカサス全体に渡ってその全権を回復することに成功した。ナーディルの死後、彼は国家をいくつかの小さな汗国に分割した。一部のレズギ人は、現在のアゼルバイジャンにあるクバ汗国(en)の一部となり、他のものはデルベント汗国の管轄下にあった。レズギ人の主要部分は「自由社会(Magalim)」（アフティ近辺、アルティ近辺、クレ、ドクス近辺）で団結した。

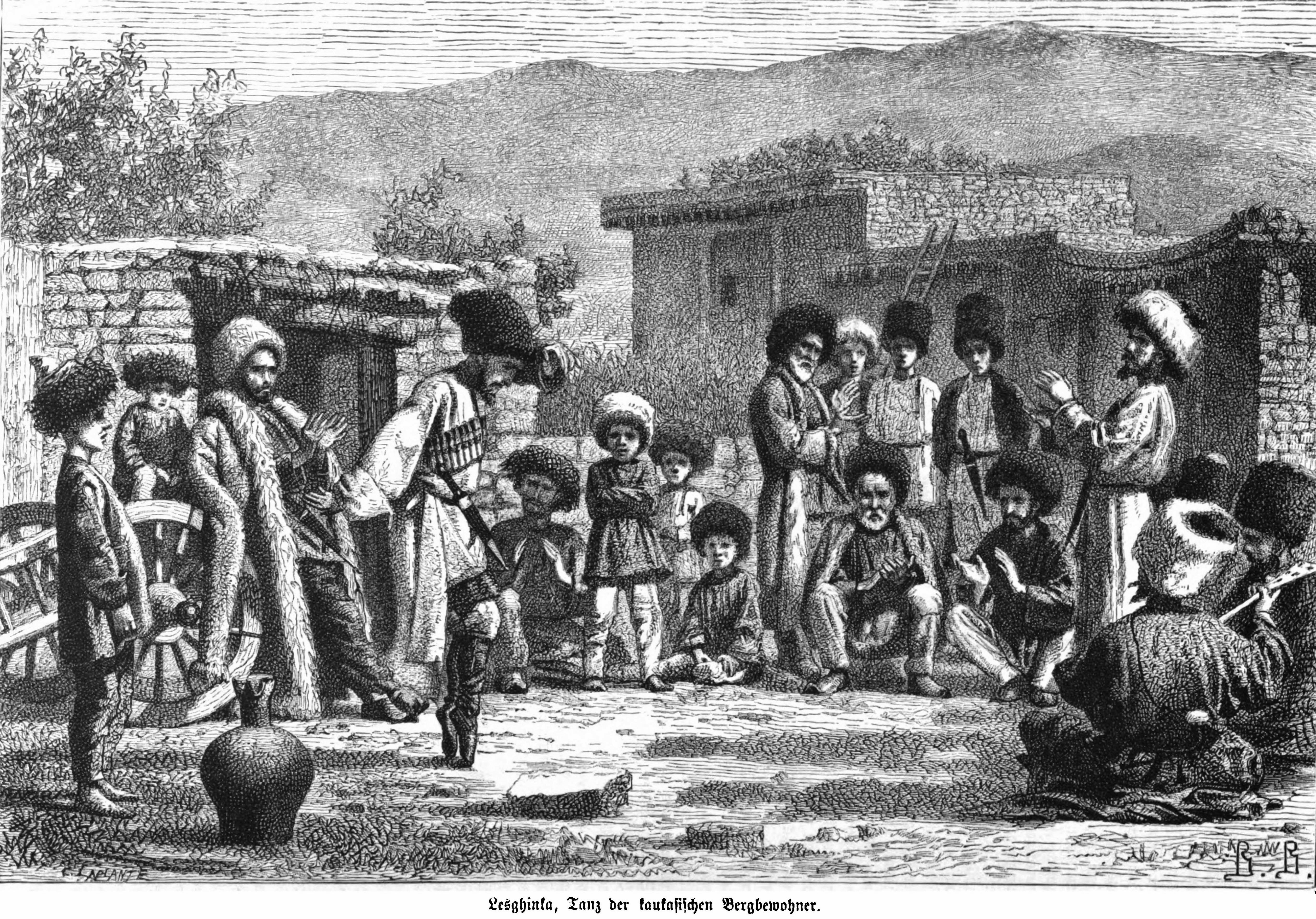
1860年代のレズギ人

1813年、ゴレスターン条約の結果として、ロシア人はダゲスタン南部と現代のアゼルバイジャン共和国の大部分を支配した。1828年のトルコマーンチャーイ条約は、ダゲスタンおよびレズギ人が居住する軍事的均衡からイランを排除した他地域に対するロシアの支配を無期限に強化した。ロシア政権はその後キウリン汗国(Kiurin Khanate)を設立し、後のキウリン地区になった。しかし、ダゲスタンにいるレズギ人の多くは19世紀のロシア・ペルシャ戦争勃発とほぼ同時期に始まったコーカサス戦争に参加し、ロシア統治に25年間反抗していたアヴァール人のイマーム・シャミールと共にロシア人と戦った。ロシア側がダゲスタンおよびレズギ人に対する統治を固めたのは、1859年に彼が敗北した後のことである。
1930年に、シェイク・モハメド・エフェンディ・シュタルスキムがソビエト統治に対する反乱を起こし、それは数ヶ月後に鎮圧された。20世紀に、レズギスタン共和国を（独立国または自治地域として）創設する試みがなされた。
1940年代、一部のレズギ人はスターリン政権によって中央アジアに強制送還された。

### 歴史上の概念
ヘロドトス、ストラボン、大プリニウスを含む古代ギリシアの歴史家は、カフカス・アルバニア王国に住んでいた「Legoi」の人々に言及しており、9世紀から10世紀のアラブ人歴史家は現在のダゲスタン南部にあるLakz王国に言及した。アル＝マソウディはこの地域の住民をLakzams（レズギ人）と呼び、彼らはシルバンを北からの侵略者から守った。レズギ人という民族群は恐らく、アフティ、アルティ、ドクス近辺の同盟およびルトゥル人の中の一部部族が合併した結果として生じたとされている。

## 地理

コーカサス地図からのレズギ人地域。ヨハン・グスタフ・ギャバー製作（1728年）

レズギ人は、ダゲスタン南部とアゼルバイジャン北部の国境地域にまたがる狭小な地域に住んでいる。その大部分はダゲスタン南東部（アフティンスキー地区、ドクスパリンスキー地区、スレイマン＝スタリスキー地区、クラフスキー地区、マガラムケンツキー地区、ヒフスキー地区、デルベンツキー地区、ルトゥリスキー地区）および隣接するアゼルバイジャン北東部（グバ県、グサル県、ガフ県、ハチマズ県、オグズ県、ガバラ県、シャキ県、イスマイル県）に存在する。
レズギ人の領域は2つの地形帯、すなわち山岳地帯と山麓地帯に分かれる。レズギ人地域の大部分は山岳地帯にあり、そこには標高3,500m以上に達する山頂（ババダグのような）が幾つかある。サムール川とGulgeri Chai川の支流によって形成された、深くて孤立した峡谷および地溝がある。山岳地帯の夏は非常に暑く乾燥しており、干ばつ状態が継続的な脅威となる。この地域には、深い渓谷や小川に沿った木以外にはほとんど樹木が無い。干ばつに耐性がある低木や雑草が自然植物の大部分を占めている。ここの冬は風が強くて残酷なほど寒い。この地域でレズギ人は主に畜産業（大半が羊と山羊）と工芸品産業に従事していた。
レズギ人領域の最東端、そこは山々がカスピ海の狭い沿岸平野へと変わり、アゼルバイジャン最南端へと続く丘陵地帯である。この地域は比較的穏やかで、非常に乾燥した冬と暑く乾燥した夏を迎える。ここもまた樹木がほとんどない。この地域では、畜産業と職人仕事が一部の農業（川付近の沖積層沿いで）によって補助されていた。

## 文化
文化素材はアゼルバイジャン、特にアゼルバイジャンに住むレズギ人に大きな影響を及ぼしている。中心となる民謡は活発な楽器演奏を伴って踊る性質の叙情的な歌に属しており、その演奏自体は完全なメリスマである。フォークアートもまた踊りの表現で、その中でも特に有名な「レスギンカ(en)」はコーカサスの人々の間で一般的である。より落ち着いた男性舞踊のZarb makamなど もある。
レズギ人による最初の劇場は、1906年にアフティの村で始まった。1935年、セミプロのチームに基づいてレズギの州立音楽ドラマ劇場が創設され、スレイマン・スタルスキー(en)にちなんで名付けられた。1998年には、アゼルバイジャン共和国のグサル県にある国立レズギン劇場がこけら落としを迎えた。

### 言語
レズギ語はコーカサス諸語のうちレズギ諸語（ここにはアグール語、ルトゥル語、ツァフル語、タバサラン語、ブドゥフ語、クリツ語、ウディ語が含まれる）に属する言語である。
レズギ語には、密接に関連した（相互理解できる）3つの方言があり、それはクリン方言（グネイやクラクとも呼ばれる）、アフティ方言、クバ方言である。クリン方言は3つの中で最も広く普及しており、歴史的にダゲスタンのレズギ人領域の最も重要な文化的、政治的、経済的中心地であったクラフ(en)の町を含む、ダゲスタンにおけるレズギ語地域の大半で話されている。アフティ方言はダゲスタン南東部で話されている。3つのうち最もトルコ語に近いクバ方言は、アゼルバイジャン北部のレズギ語域内に広がっている（これは同地域の文化的、経済的な焦点であるクバの町にちなんで名付けられた）。

### 宗教
現在のレズギ人は主にイスラム教徒スンニ派で、ダゲスタンのミスキンジャ村に少数のシーア派が暮らしている。レズギ人集落の主なものは村落(hur)である。各村にはモスクや農村地域、村での公共生活の最重要問題に対処するため住民（男性側）を集めるキム(Kim)という村の集会所があった。

### 舞踊

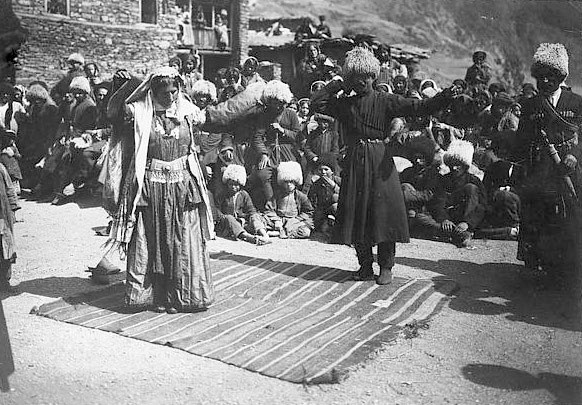
レズギ人がレスギンカを踊っているところ。アフティ村、1900年

レズギ舞踊と呼ばれる、レズギの男性ソロおよびペアのダンスが、コーカサスの多くの人々の間で一般的である。踊りは2つの映像を使ったものである。男は「鷲」のように舞い、遅いペースと速いペースを交互に入れ替えていく。最も壮観な舞いは、つま先立ちになって様々な方向に両手を投げる男性の動きである。女性は優美な姿勢と滑らかな手の動きで魅了する「白鳥」の形を舞う。女性は男性の後ろで、男のダンスのテンポを上げていく。当然のことながら、コーカサスのあらゆる人々の間で一般的なこの舞踊は、レズギ人の古代からの象徴的動物（トーテム）に基づいて命名された。その単語「Lek」（レズギ語:лекь）は鷲を意味している。

## 人口
レズギ人は主にアゼルバイジャン共和国とロシア連邦（ダゲスタン）に住んでいる。総人口は約70万人で、うち47.4万人がロシアで暮らしていると考えられている。アゼルバイジャンでは、政府の国勢調査が180,300人と出している。しかし、レズギ人の国内組織は60万から90万人だと主張しており、アゼルバイジャンにおける職業および教育での差別から逃れるためレズギ人の多くがアゼルバイジャン国籍を主張する不一致があると言う。アゼルバイジャン政府の同化政策にもかかわらず、レズギ人の人口が政府統計の結果よりも多いことは疑う余地がない。
スバンテ・コーネルは次のように付記している。
アゼルバイジャンで正式登録されているレズギ人の数は約18万人であるが、アゼルバイジャン人として登録されているレズギ人の数はこの数字の何倍も多いとレズギ人達は主張しており、一部ではアゼルバイジャンに70万人超のレズギ人がいるとの説もある。これらの数字はアゼルバイジャン政府によって否定されているが、多くのアゼルバイジャン人が個人的には、レズギ人およびタリシュ人やクルド人についても、その人口が公式の数字よりもはるかに高いという事実を認めている
主にスターリンによる国外追放政策があったため、レズギ人はまた中央アジアにも住んでいる。

### アゼルバイジャンでの状況
レズギ人は「一般的に言えば」アゼルバイジャンの社会にうまく溶け込んでいる。異人種結婚もさらに一般的である。最後に、アゼルバイジャンのレズギ人は、ダゲスタンにいる同族と比較してより良いレベルの教育を受けている。
1992年に、サドヴァル(Sadval)という名前のレズギ人組織がレズギ人の権利を促進するために設立された。サドヴァルは、レズギ人が寄り集まって定住するロシアおよびアゼルバイジャンの地域を単一のレズギ国家として創設できるよう、ロシア-アゼルバイジャンの国境の引き直しを求める活動を行った。アゼルバイジャンではサムール(Samur)と呼ばれるより穏健な組織が結成され、アゼルバイジャンにいるレズギ人のためのより文化的な自治を提唱している。
レズギ人は昔から失業と土地不足に苦しめられた。1994年の第一次チェチェン紛争勃発の主な結果は、ロシア-アゼルバイジャン間の国境閉鎖であった。結果として、レズギ人は彼らの歴史の中で初めて、自分達の移動を制限する国際的な国境による分断を経験した。
アゼルバイジャンにおけるレズギ人動員の高まりは、1990年代末に過ぎ去ったとされる。サドヴァルは、バクー地下鉄の爆破事件に関与していたとの公式な申し立ての後、アゼルバイジャン当局により活動を禁止された。ナゴルノ・カラバフ戦争の終結と、強制徴兵に対するレズギ人の抵抗が、動員すべき重要問題の動きを奪った。1998年、サドヴァルは「中庸派」と「過激派」の両翼に分かれ、その後ロシア-アゼルバイジャン国境のどちら側でもその人気の大部分を失ってしまったようである。
しかし、アゼルバイジャン人とレズギ人の関係は、イスラム原理主義がレズギ人の間で不釣り合いな人気を享受していたという主張によって複雑であり続けた。2000年7月にアゼルバイジャンの治安部隊は、アゼルバイジャン国家に対する反乱を企てたとの容疑で、イスラムの戦士(Warriors of Islam)と名付けられた集団のレズギ人およびアバール人民族のメンバーを逮捕した。
レズギ人は、2005年11月の議会選挙で比例代表から漏れてしまった後にアゼルバイジャン議会（ミリー・メジリス）での代表議員が少なすぎることに懸念を表明した。前の国会ではレズギ人は2人の国会議員による代表となっていたが、現在は1人だけが代表である。
レズギ語はレズギ人が定住する多くの地域で外国語として教えられているが、教材は乏しい。レズギ語の教科書はロシアから来ており、現地の状況に適応していない。レズギ語の新聞は利用可能であるが、レズギ人はまた自分たちの豊かな口頭伝承の消滅に対して懸念を表明している。アゼルバイジャンで利用可能な唯一のレズギ語テレビ放送はロシアからの国境を越えて受信されるものである。
2006年3月、アゼルバイジャンのメディアは、サドヴァルがダゲスタンで作戦を実行する「地下」テロ組織を結成したと報じた。ダゲスタン国境を越えるロシアの治安部隊は、これらの報告に懐疑的に応対した。

### ダゲスタンの状況
ダゲスタンにいるレズギ人は、ダゲスタン南部のレズギ人居住地域の失業率が共和国の平均32％の2倍であると報告している。これは、ダゲスタン南部のレズギ人密集地域をアゼルバイジャン内に組み込むためロシア-アゼルバイジャンの国境を引き直しを求める、2006年1月のサドヴァル運動からの新たな呼びかけの一因になった可能性がある。
1999年3月に、別組織のレズギ人国民文化自治連盟(en)がレズギ人のための文化的自治を提唱する域外運動として設立された。